# Harry Panayiotou
Harrison Andreas Panayiotou (ur. 28 października 1994 w Leicesterze) – piłkarz reprezentacji Saint Kitts i Nevis, występujący na pozycji napastnika w Leicester City.